# 2022년 6월
| 2022년: 1월 · 2월 · 3월 · 4월 · 5월 · 6월 · 7월 · 8월 · 9월 · 10월 · 11월 · 12월 |

| \| 2022년 6월 1일 (수요일) \| \| 편집 \| |  |      |
| 보건과 환경 - 코로나19 범유행 - 대한민국의 0시 기준 누적 확진자 수가 18,119,415명으로 집계되었다. 전날 0시 대비 15,797명(국내 15,753, 해외유입 44)이 늘었다. 누계가 일부 정정(-20)되었다. 정치와 선거 - 제8회 전국동시지방선거: 대한민국에서 전국동시지방선거가 치러졌다. 일부 지역은 국회의원을 선출하는 재보궐선거도 함께 실시하였다. 해당 선거의 사전 투표는 5월 27일과 5월 28일 양일간 진행되었다. 국제 사회 - 터키의 국호가 '터키 공화국'에서 '튀르키예 공화국'으로 변경되었으며, 유엔에서 최종 승인되었다. |  |      |
| 2022년 6월 1일 (수요일) |  | 편집 |

| 2022년 6월 1일 (수요일) |  | 편집 |

| \| 2022년 6월 2일 (목요일) \| \| 편집 \| |  |      |
| 보건과 환경 - 코로나19 범유행 - 대한민국의 0시 기준 누적 확진자 수가 18,129,313명으로 집계되었다. 전날 0시 대비 9,898명(국내 9,866, 해외유입 32)이 늘었다. 정치와 선거 - 영국의 여왕 엘리자베스 2세의 재위 70주년 기념 행사가 열렸다. 행사는 오는 6월 5일까지 나흘간 진행된다. 엘리자베스 2세는 1952년 2월 6일 부왕 조지 6세(1895~1952)가 숨지면서 왕위를 물려받아 영국의 군주가 되었다. 대관식은 1953년 6월 2일 웨스트민스터 사원에서 진행하였다. |  |      |
| 2022년 6월 2일 (목요일) |  | 편집 |

| 2022년 6월 2일 (목요일) |  | 편집 |

| \| 2022년 6월 3일 (금요일) \| \| 편집 \| |  |      |
| 보건과 환경 - 코로나19 범유행 - 대한민국의 0시 기준 누적 확진자 수가 18,141,835명으로 집계되었다. 전날 0시 대비 12,542명(국내 12,507, 해외유입 35)이 늘었다. 누계가 일부 정정(-20)되었다. |  |      |
| 2022년 6월 3일 (금요일) |  | 편집 |

| 2022년 6월 3일 (금요일) |  | 편집 |

| \| 2022년 6월 4일 (토요일) \| \| 편집 \| |  |      |
| 보건과 환경 - 코로나19 범유행 - 대한민국의 0시 기준 누적 확진자 수가 18,153,851명으로 집계되었다. 전날 0시 대비 12,048명(국내 12,007, 해외유입 41)이 늘었다. 누계가 일부 정정(-32)되었다. |  |      |
| 2022년 6월 4일 (토요일) |  | 편집 |

| 2022년 6월 4일 (토요일) |  | 편집 |

| \| 2022년 6월 5일 (일요일) \| \| 편집 \| |  |      |
| 무력 충돌과 공격 - - 나이지리아 온도주 오워에 있는 성당에서 일어난 대량 총격과 폭탄 공격에 의하여 최소한 50명이 살해되었다. 보건과 환경 - 코로나19 범유행 - 대한민국의 0시 기준 누적 확진자 수가 18,163,686명으로 집계되었다. 전날 0시 대비 9,835명(국내 9,787, 해외유입 48)이 늘었다. |  |      |
| 2022년 6월 5일 (일요일) |  | 편집 |

| 2022년 6월 5일 (일요일) |  | 편집 |

| \| 2022년 6월 6일 (월요일) \| \| 편집 \| |  |      |
| 보건과 환경 - 코로나19 범유행 - 대한민국의 0시 기준 누적 확진자 수가 18,168,708명으로 집계되었다. 전날 0시 대비 5,022명(국내 5,005, 해외유입 17)이 늘었다. |  |      |
| 2022년 6월 6일 (월요일) |  | 편집 |

| 2022년 6월 6일 (월요일) |  | 편집 |

| \| 2022년 6월 7일 (화요일) \| \| 편집 \| |  |      |
| 보건과 환경 - 코로나19 범유행 - 대한민국의 0시 기준 누적 확진자 수가 18,174,880명으로 집계되었다. 전날 0시 대비 6,172명(국내 6,137, 해외유입 35)이 늘었다. |  |      |
| 2022년 6월 7일 (화요일) |  | 편집 |

| 2022년 6월 7일 (화요일) |  | 편집 |

| \| 2022년 6월 8일 (수요일) \| \| 편집 \| |  |      |
| 문화와 예술 - 대한민국의 방송인 송해가 별세했다. 1994년 6개월여를 제외하고, 1988년부터 2022년까지 30년 이상 음악 경연 TV 방송 프로그램 《전국노래자랑》의 진행을 맡았다. 보건과 환경 - 코로나19 범유행 - 대한민국의 0시 기준 누적 확진자 수가 18,188,200명으로 집계되었다. 전날 0시 대비 13,358명(국내 13,299, 해외유입 59)이 늘었다. 누계가 일부 정정(-38)되었다. |  |      |
| 2022년 6월 8일 (수요일) |  | 편집 |

| 2022년 6월 8일 (수요일) |  | 편집 |

| \| 2022년 6월 9일 (목요일) \| \| 편집 \| |  |      |
| 보건과 환경 - 코로나19 범유행 - 대한민국의 0시 기준 누적 확진자 수가 18,200,346명으로 집계되었다. 전날 0시 대비 12,161명(국내 12,096, 해외유입 65)이 늘었다. 누계가 일부 정정(-15)되었다. 사고와 재해 - 대한민국 대구지방법원 인근 빌딩에서 폭발·화재 사고가 발생, 최소 7명이 숨지고 46명 이상이 부상을 입은 것으로 알려졌다. |  |      |
| 2022년 6월 9일 (목요일) |  | 편집 |

| 2022년 6월 9일 (목요일) |  | 편집 |

| \| 2022년 6월 10일 (금요일) \| \| 편집 \| |  |      |
| 문화와 예술 - 아이돌 그룹 방탄소년단이 새 앨범 proof로 컴백하였다. 보건과 환경 - 코로나19 범유행 - 대한민국의 0시 기준 누적 확진자 수가 18,209,650명으로 집계되었다. 전날 0시 대비 9,315명(국내 9,281, 해외유입 34)이 늘었다. 누계가 일부 정정(-11)되었다. |  |      |
| 2022년 6월 10일 (금요일) |  | 편집 |

| 2022년 6월 10일 (금요일) |  | 편집 |

| \| 2022년 6월 11일 (토요일) \| \| 편집 \| |  |      |
| 문화와 예술 - 대한민국 영화: 대한민국의 영화 《범죄도시 2》의 누적 관객 수가 1,000만 명을 넘어섰다. 5월 18일 개봉 이후 25일 만이다. 감염증 범유행 이후 대한민국에서는 천만 관객을 넘어선 첫 영화이다. 직전 천만 관객 영화는 2019년 11월 개봉한 《겨울왕국 2》이며, 대한민국 영화로 한정하면 2019년 5월 개봉한 봉준호 감독의 《기생충》이다. 보건과 환경 - 코로나19 범유행 - 대한민국의 0시 기준 누적 확진자 수가 18,218,078명으로 집계되었다. 전날 0시 대비 8,442명(국내 8,378, 해외유입 64)이 늘었다. 누계가 일부 정정(-14)되었다. |  |      |
| 2022년 6월 11일 (토요일) |  | 편집 |

| 2022년 6월 11일 (토요일) |  | 편집 |

| \| 2022년 6월 12일 (일요일) \| \| 편집 \| |  |      |
| 경제와 비즈니스 - 맥도날드의 러시아 지역 체인점을 인수한 현지 업체가 브쿠스노 이 토치카(Вкусно – и точка, 맛있다 & 마침표)라는 새 이름으로 15개 매장의 문을 다시 열었다. - 러시아의 날에 맞추어 영업을 재개한 현지 업체는 여름이 오기 전 영업을 중단한 전국 850개 매장을 재개장할 계획인 것으로 알려졌다. - 맥도날드는 소련 시기인 1990년 러시아에 진출했었으나, 2022년 러시아의 우크라이나 침공 이후 러시아 전역의 매장 문을 닫았고, 5월에는 러시아 시장 철수와 자산 매각을 발표하였다. 보건과 환경 - 코로나19 범유행 - 대한민국의 0시 기준 누적 확진자 수가 18,225,460명으로 집계되었다. 전날 0시 대비 7,382명(국내 7,304, 해외유입 78)이 늘었다. 정치와 선거 - 2022년 프랑스 총선: 프랑스에서 총선거가 실시되었다. |  |      |
| 2022년 6월 12일 (일요일) |  | 편집 |

| 2022년 6월 12일 (일요일) |  | 편집 |

| \| 2022년 6월 13일 (월요일) \| \| 편집 \| |  |      |
| 국제 관계 - 유엔 인권 고등판무관 사무소의 미첼 바첼레트 인권최고대표(고등판무관)가 연임에 나서지 않는다고 밝혔다. 바첼레트 고등판무관의 잔여 임기는 오는 8월 31일 까지이다. 보건과 환경 - 코로나19 범유행 - 대한민국의 0시 기준 누적 확진자 수가 18,229,288명으로 집계되었다. 전날 0시 대비 3,828명(국내 3,768, 해외유입 60)이 늘었다. - 캐나다의 쥐스탱 트뤼도 총리가 양성 판정을 받았다. |  |      |
| 2022년 6월 13일 (월요일) |  | 편집 |

| 2022년 6월 13일 (월요일) |  | 편집 |

| \| 2022년 6월 14일 (화요일) \| \| 편집 \| |  |      |
| 보건과 환경 - 코로나19 범유행 - 대한민국의 0시 기준 누적 확진자 수가 18,239,056명으로 집계되었다. 전날 0시 대비 9,778명(국내 9,737, 해외유입 41)이 늘었다. 누계가 일부 정정(-10)되었다. |  |      |
| 2022년 6월 14일 (화요일) |  | 편집 |

| 2022년 6월 14일 (화요일) |  | 편집 |

| \| 2022년 6월 15일 (수요일) \| \| 편집 \| |  |      |
| 경제와 비즈니스 - 미국 연방준비제도(Fed, 연준)는 연방공개시장위원회(FOMC) 정례 회의에서 기준금리를 0.75%p 인상하기로 하였다. 이에 따라 기준금리는 1.50%~1.75% 수준이 되었다. 2022년 5월 4일 0.50%p 인상에 이은 것이다. 자이언트 스텝(giant step, 0.75%p 인상)은 1994년 11월 이후 28년 만에 처음이다. 제롬 파월 연준 의장은 당초 예정보다 높은 금리 인상에 대하여 인플레이션을 잡기 위한 것이라고 설명하였으며, 금리 인상 기조가 이어질 것임을 시사하였다. 보건과 환경 - 코로나19 범유행 - 대한민국의 0시 기준 누적 확진자 수가 18,248,479명으로 집계되었다. 전날 0시 대비 9,435명(국내 9,331, 해외유입 104)이 늘었다. 누계가 일부 정정(-12)되었다. |  |      |
| 2022년 6월 15일 (수요일) |  | 편집 |

| 2022년 6월 15일 (수요일) |  | 편집 |

| \| 2022년 6월 16일 (목요일) \| \| 편집 \| |  |      |
| 보건과 환경 - 코로나19 범유행 - 대한민국의 0시 기준 누적 확진자 수가 18,256,457명으로 집계되었다. 전날 0시 대비 7,994명(국내 7,904, 해외유입 90)이 늘었다. 누계가 일부 정정(-16)되었다. |  |      |
| 2022년 6월 16일 (목요일) |  | 편집 |

| 2022년 6월 16일 (목요일) |  | 편집 |

| \| 2022년 6월 17일 (금요일) \| \| 편집 \| |  |      |
| 과학과 기술 - 대한민국이 누리호 로켓 2차 시험 발사를 오는 6월 21일 진행 하기로 하였다. 당초 15일 발사하려던 것이 기상 문제로 하루 연기되었으나, 센서 부품 오류로 재차 연기되었었다. 한국항공우주연구원은 분리없이 문제가 된 센서 부품을 교체하여 정상 동작을 확인하였으며, 전기 계통 점검 외에 추가 점검은 1·2단 연결부 분리가 필요해 이익보다 위험(리스크)이 크다고 밝혔다. 경제와 비즈니스 - 일본은행이 현행 금리 수준(단기금리 -0.1% 장기금리 0%)을 유지하기로 하였다. 전날 16일 미국 연방준비제도는 인플레이션과 관련하여 기준 금리를 0.75%p 인상하였다. 보건과 환경 - 코로나19 범유행 - 대한민국의 0시 기준 누적 확진자 수가 18,263,643명으로 집계되었다. 전날 0시 대비 7,198명(국내 7,130, 해외유입 68)이 늘었다. 누계가 일부 정정(-12)되었다. |  |      |
| 2022년 6월 17일 (금요일) |  | 편집 |

| 2022년 6월 17일 (금요일) |  | 편집 |

| \| 2022년 6월 18일 (토요일) \| \| 편집 \| |  |      |
| 보건과 환경 - 코로나19 범유행 - 대한민국의 0시 기준 누적 확진자 수가 18,270,481명으로 집계되었다. 전날 0시 대비 6,842명(국내 6,763, 해외유입 79)이 늘었다. 누계가 일부 정정(-4)되었다. |  |      |
| 2022년 6월 18일 (토요일) |  | 편집 |

| 2022년 6월 18일 (토요일) |  | 편집 |

| \| 2022년 6월 19일 (일요일) \| \| 편집 \| |  |      |
| 보건과 환경 - 코로나19 범유행 - 대한민국의 0시 기준 누적 확진자 수가 18,276,552명으로 집계되었다. 전날 0시 대비 6,071명(국내 5,988, 해외유입 83)이 늘었다. |  |      |
| 2022년 6월 19일 (일요일) |  | 편집 |

| 2022년 6월 19일 (일요일) |  | 편집 |

| \| 2022년 6월 20일 (월요일) \| \| 편집 \| |  |      |
| 보건과 환경 - 코로나19 범유행 - 대한민국의 0시 기준 누적 확진자 수가 18,280,090명으로 집계되었다. 전날 0시 대비 3,538명(국내 3,442, 해외유입 96)이 늘었다. |  |      |
| 2022년 6월 20일 (월요일) |  | 편집 |

| 2022년 6월 20일 (월요일) |  | 편집 |

| \| 2022년 6월 21일 (화요일) \| \| 편집 \| |  |      |
| 국제 관계 - 미국 백악관이 한반도를 제외한 지역에서 오타와 협약에 따라 대인지뢰를 금지한다고 밝혔다. 백악관은 대한민국 방위와 관련하여 한반도 지역을 제외하며, 향후 한반도에 필요치 않은 지뢰는 파괴하고 지뢰의 생산, 사용, 비축 및 지뢰의 탐지·제거 목적 외 수출·이전도 금지한다고 설명하였다. 과학과 기술 - 대한민국의 우주 개발: 대한민국이 16시 우주 발사체 누리호의 제2차 시험 발사를 진행하였다. 2022년 10월 21일, 제1차 시험 발사 이후 8개월 만이다. 17시 10분, 과학기술정보통신부 이종호 장관이 누리호의 발사가 성공하였음을 발표·확인하였다. 보건과 환경 - 코로나19 범유행 - 대한민국의 0시 기준 누적 확진자 수가 18,289,373명으로 집계되었다. 전날 0시 대비 9,310명(국내 9,234, 해외유입 76)이 늘었다. 누계가 일부 정정(-27)되었다. |  |      |
| 2022년 6월 21일 (화요일) |  | 편집 |

| 2022년 6월 21일 (화요일) |  | 편집 |

| \| 2022년 6월 22일 (수요일) \| \| 편집 \| |  |      |
| 경제와 비즈니스 - 미국 연방 준비 제도(연준)의 제롬 파월 의장이 경기후퇴(경기 침체) 가능성을 처음 확인하였다. - 파월 의장은 상원 청문회에 출석, 인플레이션 관리에 있어 물가상승률을 목표치 2% 수준으로 안정화될 때까지 관련 조치(금리 인상)를 취할 것이라고 밝혔다. 그리고 이 과정에서 경기 침체 가능성이 있음을 확인하고, 연착륙(노동 시장과 경기 위축없이 물가 상승 억제)이 어려울 수 있다고 밝혔다. - 미국의 2022년 5월 소비자 물가지수(CPI)는 전년동월비 8.58%를 기록하였다. 보건과 환경 - 코로나19 범유행 - 대한민국의 0시 기준 누적 확진자 수가 18,298,341명으로 집계되었다. 전날 0시 대비 8,992명(국내 8,886, 해외유입 106)이 늘었다. 누계가 일부 정정(-24)되었다. 사고와 재해 - 아프가니스탄 남동부 호스트주에서 모멘트 규모 5.9의 지진이 발생하였다. 최소 1,000명 이상이 숨진 것으로 알려졌다. |  |      |
| 2022년 6월 22일 (수요일) |  | 편집 |

| 2022년 6월 22일 (수요일) |  | 편집 |

| \| 2022년 6월 23일 (목요일) \| \| 편집 \| |  |      |
| 보건과 환경 - 코로나19 범유행 - 대한민국의 0시 기준 누적 확진자 수가 18,305,783명으로 집계되었다. 전날 0시 대비 7,497명(국내 7,405, 해외유입 192)이 늘었다. 누계가 일부 정정(-55)되었다. 정치와 선거 - 대한민국의 정치인 조순이 숨졌다. 조순은 경제부총리, 한국은행 총재, 서울특별시장, 제15대 국회 국회의원 등을 역임하였다. |  |      |
| 2022년 6월 23일 (목요일) |  | 편집 |

| 2022년 6월 23일 (목요일) |  | 편집 |

| \| 2022년 6월 24일 (금요일) \| \| 편집 \| |  |      |
| 보건과 환경 - 코로나19 범유행 - 대한민국의 0시 기준 누적 확진자 수가 18,312,993명으로 집계되었다. 전날 0시 대비 7,227명(국내 7,116, 해외유입 111)이 늘었다. 누계가 일부 정정(-17)되었다. 사회 - 미국 연방 대법원에서 로 대 웨이드 사건(1973) 판결을 49년 만에 뒤집는 판결이 나오며 낙태할 권리(낙태권) 합법화 판결이 폐기되었다. - 대법원은 로 대 웨이드 사건 판결에 반하는 내용으로 2019년 제정된 미시시피주의 관련 법률에 대하여 6:3으로 유지 결정하고, 로 대 웨이드 사건 관련 건인 플랜드페런트후드 대 케이시 사건(1992)에 대하여 5:4로 폐기 결정하였다. 이번 판결로 낙태는 개별 미국의 주 주정부 및 주의회가 권한을 갖는 사항이 되었다. - 미국의 대법관: 미국 연방 대법원은 도널드 트럼프 전 대통령 집권(2017. 1.~2021. 1.) 당시 3명의 보수 성향 인사가 임명되어 보수·진보 인사 비율 6:3으로 보수화되었다. 향후 일련의 관련 판결이 연이어 뒤집힐 것으로 전망되었다. |  |      |
| 2022년 6월 24일 (금요일) |  | 편집 |

| 2022년 6월 24일 (금요일) |  | 편집 |

| \| 2022년 6월 25일 (토요일) \| \| 편집 \| |  |      |
| 보건과 환경 - 코로나19 범유행 - 대한민국의 0시 기준 누적 확진자 수가 18,319,773명으로 집계되었다. 전날 0시 대비 6,790명(국내 6,705, 해외유입 85)이 늘었다. 누계가 일부 정정(-10)되었다. |  |      |
| 2022년 6월 25일 (토요일) |  | 편집 |

| 2022년 6월 25일 (토요일) |  | 편집 |

| \| 2022년 6월 26일 (일요일) \| \| 편집 \| |  |      |
| 보건과 환경 - 코로나19 범유행 - 대한민국의 0시 기준 누적 확진자 수가 18,326,019명으로 집계되었다. 전날 0시 대비 6,246명(국내 6,111, 해외유입 135)이 늘었다. |  |      |
| 2022년 6월 26일 (일요일) |  | 편집 |

| 2022년 6월 26일 (일요일) |  | 편집 |

| \| 2022년 6월 27일 (월요일) \| \| 편집 \| |  |      |
| 보건과 환경 - 코로나19 범유행 - 대한민국의 0시 기준 누적 확진자 수가 18,329,448명으로 집계되었다. 전날 0시 대비 3,429명(국내 3,315, 해외유입 114)이 늘었다. |  |      |
| 2022년 6월 27일 (월요일) |  | 편집 |

| 2022년 6월 27일 (월요일) |  | 편집 |

| \| 2022년 6월 28일 (화요일) \| \| 편집 \| |  |      |
| 법과 범죄 - 대한민국 수원지방검찰청이 안양교도소에 복역 중인 이명박 전 대통령(재임: 2008. 2.~2013. 2.) 측이 신청한 형집행정지를 허가 결정하였다. 2020년 11월 대법원에서 징역 17년, 벌금 130억원, 추징금 57억 8,000만 원이 확정 판결되고 수감된 지 1년 7개월 만이다. 이 전 대통령 측은 지병인 당뇨 등으로 인한 건강 악화를 신청 이유로 들었다. 보건과 환경 - 코로나19 범유행 - 대한민국의 0시 기준 누적 확진자 수가 18,339,319명으로 집계되었다. 전날 0시 대비 9,896명(국내 9,777, 해외유입 119)이 늘었다. 누계가 일부 정정(-25)되었다. |  |      |
| 2022년 6월 28일 (화요일) |  | 편집 |

| 2022년 6월 28일 (화요일) |  | 편집 |

| \| 2022년 6월 29일 (수요일) \| \| 편집 \| |  |      |
| 국제 관계 - 나토(NATO, 북대서양 조약 기구) 정상회의가 6월 29일과 30일 양일간 스페인 마드리드에서 열렸다. 이번 정상회의에는 나토 회원국 외에도 뉴질랜드, 대한민국, 오스트레일리아, 일본 등 4개국 정상이 초청되었다. 경제와 비즈니스 - 대한민국 김포국제공항과 일본 하네다 공항(도쿄 국제공항) 간 노선이 운행을 재개하였다. 감염증 유행과 관련하여 2020년 3월 운항을 중단하고 2년 3개월여 만이다. 양국은 주 8회(대한항공, 아시아나항공, 일본항공, 전일본공수가 각각 주 2회씩)로 운항을 재개하고 이후 증편하기로 하였다. 해당 노선은 양국의 수도인 서울과 도쿄를 잇는 노선으로, 감염증 유행 이전에는 주 21회를 운항하였다. - 대한민국의 최저임금: 최저임금위원회가 2023년도 대한민국 최저임금을 9,620원으로 결정하였다. 현행 9,160원에서 5.0% 인상된 수준이다. 결정된 최저임금은 최저임금법에 따라 늦어도 오는 8월 5일까지 행정안전부 장관이 고시하며, 2023년 1월 1일부터 적용된다. 보건과 환경 - 코로나19 범유행 - 대한민국의 0시 기준 누적 확진자 수가 18,349,756명으로 집계되었다. 전날 0시 대비 10,463명(국내 10,258, 해외유입 205)이 늘었다. 누계가 일부 정정(-26)되었다. |  |      |
| 2022년 6월 29일 (수요일) |  | 편집 |

| 2022년 6월 29일 (수요일) |  | 편집 |

| \| 2022년 6월 30일 (목요일) \| \| 편집 \| |  |      |
| 보건과 환경 - 코로나19 범유행 - 대한민국의 0시 기준 누적 확진자 수가 18,359,341명으로 집계되었다. 전날 0시 대비 9,595명(국내 9,453, 해외유입 142)이 늘었다. 누계가 일부 정정(-10)되었다. 사고와 재해 - 대한민국 서울 잠수교의 차량 통행이 통제되었다. 2020년 8월 이후 처음이다. 2020년 당시 잠수교는 8월 3일부터 13일까지 약 232시간동안 물에 잠기며 최장 완전 잠수 기록을 썼었다. 잠수교는 한강의 반포대교 하단에 위치한 잠수교(다리 종류)이다. 정치와 선거 - 봉봉 마르코스가 신임 필리핀 대통령에 취임하였다. 봉봉 마르코스는 페르디난드 마르코스(재임 기간: 1965~1986) 제10대 필리핀 대통령의 아들이다. 이와 함께 부통령에 사라 두테르테가 취임하였다. 사라 두테르테는 로드리고 두테르테(재임 기간: 2016~2022) 전임 대통령의 딸이다. |  |      |
| 2022년 6월 30일 (목요일) |  | 편집 |

| 2022년 6월 30일 (목요일) |  | 편집 |

| <          | 2022년 6월 | 2022년 6월 | 2022년 6월  | 2022년 6월 | 2022년 6월 | >          |
| 일         | 월         | 화         | 수          | 목         | 금         | 토         |
|            |            |            | 1 5.3 을유  | 2 4 병술   | 3 5 정해   | 4 6 무자   |
| 5 7 기축   | 6 8 경인   | 7 9 신묘   | 8 10 임진   | 9 11 계사  | 10 12 갑오 | 11 13 을미 |
| 12 14 병신 | 13 15 정유 | 14 16 무술 | 15 17 기해  | 16 18 경자 | 17 19 신축 | 18 20 임인 |
| 19 21 계묘 | 20 22 갑진 | 21 23 을사 | 22 24 병오  | 23 25 정미 | 24 26 무신 | 25 27 기유 |
| 26 28 경술 | 27 29 신해 | 28 30 임자 | 29 6.1 계축 | 30 2 갑인  |            |            |

| - 2022년 - 5월 - 6월 - 7월 - 1일 - 대한민국 지방선거 - 대한민국 재보궐선거 - 12일: 프랑스 총선 편집하기 |